# Мёллер, Йорген
Йо́рген Мё́ллер (дат. Jørgen Møller; 4 ноября 1873, Оттеруп — 20 ноября 1944, Копенгаген) — датский шахматист, мастер, один из сильнейших шахматистов Дании первой трети XX века, победитель двух турниров северных стран, участник ряда крупных международных соревнований.

## Вклад в теорию дебютов
Много занимался дебютной теорией. Наиболее значительные разработки:
- Атака Мёллера в итальянской партии (1. e4 e5 2. Кf3 Кc6 3. Сc4 Сc5 4. c3 Кf6 5. d4 ed 6. cd Сb4+ 7. Кc3 К:e4 8. 0-0 С:c3 9. d5). Ведет к исключительно острой игре. Опыт применения показал, что при правильной игре черные могут отразить угрозы, но от них требуется делать очень точные ходы.[2] Одна из важнейших партий — Барцаи — Портиш, чемпионат Венгрии, 1969 г.[3][4]
- Защита Мёллера в испанской партии (1. e4 e5 2. Кf3 Кc6 3. Сb5 a6 4. Сa4 Кf6 5. 0-0 Сc5).[5] Была в дебютном репертуаре чемпиона мира А. А. Алехина[6][7], гроссмейстера А. К. Толуша[8] и некоторых других шахматистов. Согласно исследованиям советских теоретиков, защита Мёллера не обещает чёрным равноправной игры.[9]

## Спортивные результаты
| Год  | Город      | Соревнование                                                 | + | − | = | Результат | Место  |
| ---- | ---------- | ------------------------------------------------------------ | - | - | - | --------- | ------ |
| 1895 | Копенгаген | Турнир датских шахматистов                                   |   |   |   |           | 4—5    |
| 1897 | Стокгольм  | 1-й турнир северных стран                                    | 7 | 3 | 1 | 7½ из 11  | 2      |
| 1899 | Копенгаген | 2-й турнир северных стран                                    | 7 | 0 | 3 | 8½ из 10  | 1      |
| 1901 | Гётеборг   | 3-й турнир северных стран                                    | 7 | 1 | 2 | 8 из 10   | 1      |
| 1902 | Ганновер   | 13-й конгресс Германского шахматного союза (побочный турнир) |   |   |   |           |        |
| 1903 | Христиания | 4-й турнир северных стран                                    |   |   |   |           | [ 14 ] |
| 1906 | Стокгольм  | Международный турнир                                         | 4 | 3 | 4 | 6 из 11   | 5—6    |
| 1907 | Копенгаген | 6-й турнир северных стран                                    | 2 | 2 | 4 | 4 из 8    | 4      |
| 1920 | Гётеборг   | Международный турнир                                         | 2 | 7 | 4 | 4 из 13   | 13—14  |
| 1922 | Копенгаген | Турнир датских шахматистов                                   |   |   |   |           |        |
| 1923 | Копенгаген | Международный турнир                                         | 0 | 7 | 3 | 1½ из 10  | 6      |